# رحيم العكيلي
رحيم حسن العكيلي، قاضي عراقي ورئيس هيئة النزاهة السابق.

## سيرته
رحيم حسن جريو العكيلي
هو من مواليد بغداد العام 1966.. أكمل دراسته في بغداد.. حاصل على شهادة البكالوريوس في القانون في كلية القانون والسياسة جامعة بغداد العام 1991، والماجستير 2007 .
- ـ عمل قاضيا منذ العام 1997.
- ـ الخريج الأول في المعهد القضائي عام 1997 الدورة العشرين.
- ـ عمل قاضيا في المحاكم العراقية بين 1997 لغاية 2013 حيث احيل على التقاعد.
- - رئيس هيئة النزاهة العام بين2008 - 2011
- ـ قدم استقالته في ايلول 2011 من منصب رئيس هيئة النزاهة بعدما أحَسّ بعدم قدرته على مقاومة *- الفساد المستشري في مفاصل الدولة العراقية
- ـ لكنه ما أن تَرك مَنصبه حتى تَمّتْ مُلاحقته بمجموعة من أحكام السجن..
- ـ وحجز أملاكه المنقولة وغير المنقولة..
- ـ وحرمان عائلته من راتبها التقاعدي.
- ـ وذلك أثر قيام القاضي العكيلي بإبداء آرائه الناقدة لواقع وأنظمة الفساد.
- - له ستة كتب مطبوعة في القانون وحقوق الإنسان والحريات وحقوق المراة.[1]

## القانون والسياسة
- - القاضي رحيم العكيلي يقدم إلى القضاء العراقي شكوى ضد المالكي
- ـ قدم القاضي رحيم العكيلي رئيس هيئة النزاهة السابق شكوى ضد نوري المالكي طالباً محاكمته عمّا تم ارتكابه من جرائم بحق الشعب العراقي موثقاً ذلك بالأدلة والوثائق

وما يلي النص الكامل لطلب الشكوى:
- ـ تولى المتهم (نوري كامل المالكي) منصب
- ـ رئيس مجلس الوزراء والقائد العام للقوات المسلحة في العراق بين عامي 2006 – 2014.
- ـ ارتكب خلال فترة حكمه عدد من الانتهاكات والجرائم الخطيرة.
- ـ ان منصب القائد العام للقوات المسلحة هو منصب مدني طبقا لنص المادة (9 / أولا – أ) من الدستور التي نصت:-

(تتكون القوات المسلحة والأجهزة الأمنية من مكونات الشعب العراقي.. وتخضع لقيادة السلطة المدنية).. لذا فلا وجه قانوني للقول بان التهم المنسوبة للقائد العام للقوات المسلحة من اختصاص القضاء العسكري لأنه منصب مدني.
- ـ إنما تختص محاكم قوى الأمن الداخلي والمحاكم العسكرية بالجرائم التي يرتكبوها العسكريون حصرا.
- ـ إن الدستور نص في المادة (93 / سادسا) منه على: أن تختص المحكمة الاتحادية العليا في:- (الفصل في الاتهامات الموجهة إلى رئيس الجمهورية ورئيس مجلس الوزراء والوزراء).. لذا فأن الادعاء بكون الجرائم المنسوبة إلى المتهم بضمنها الخيانة العظمى هي من اختصاص القضاء العسكري هو تنصل من السلطة القضائية لأداء مسؤولياتها الدستورية ومحاولة للتخلي عن مواجهة قضايا الشعب.

- ـ لذا نطلب اتخاذ الإجراءات القانونية وتحريك الدعاوى الجزائية ضد المتهم عن الجرائم الاتية:
- أولا:- جرائمه باعتباره كان يتولى منصب قائد عام للقوات المسلحة، وهي:
- 1- الخيانة العظمى:

في سقوط ثلث العراق بيد منظمة إرهابية (داعش).. وتسببه في تسليح تلك المنظمة المجرمة باليات وأسلحة الجيش العراقي المتطورة.. التي يقدر قيمتها (بأكثر من خمسة عشر مليار دولار).. الذي تركها الجيش خلفه حين تخليه عن الدفاع عن الأرض في المحافظات المنكوبة.. وما نتج من قتل وجرح وتهجير وتشريد ملايين المواطنين.. وانتهاك حقهم في الحياة وأعراضهم وأموالهم.. وسبي النساء وبيعهن في أسواق النخاسة الداعشية.
- 2- مجزرة سبايكر:-

حينما ورط ألاف الشباب (غير المدرب).. فعينهم لأغراض انتخابية منحرفة.. ودفع بهم إلى معسكر في صلاح الدين.. وتركهم هناك بلا تدريب.. ولا أسلحة يدافعون بها عن أنفسهم.. وبلا مبرر عسكري لوجودهم هناك.
مما جعلهم صيد سهل لمنظمة إرهابية قتلتهم جميعا بأبشع جريمة في تاريخ العراق الحديث. والدليل (الملف التحقيق الذي تتداولته المحكمة الجنائية المركزية في بغداد).
- 3- ارتكابه مجازر كبرى ضد الشعب العراقي:

تعد جرائم إبادة وجرائم ضد الإنسانية: حينما قتل مئات من الأطفال والنساء والمتظاهرين كما فعل في الزركة والحويجة والفلوجة والرمادي.
- الأدلة:-

ـ دعاوى تلك المذابح في مراكز الشرطة والطب العدل ودوائر الإدعاء العام بتلك المناطق بافتراض اطلاع رئاستكم عليها طبقا لقانون الإدعاء العام رقم 159 لسنة 1979).
- 4- ارتكابه المجزرة الكبرى في كربلاء: ضد أنصار السيد الحسني العام2014 .(ملفات في مديرية شرطة كربلاء ومحاكم التحقيق والجنايات في كربلاء).
- 5- تسببه في المآسي التي تعرضت لها الأقليات:

تسببه في المآسي التي تعرضت لها الأقليات (من مسيحيين وأيزيدية).. وتقصره في حمايتهم.. وتهاونه في إغاثتهم.. وتوفير أدنى المتطلبات لهم.
(ملفات مجلس النواب والمؤسسات المدنية والدينية الوطنية والدولية).
- 6- نشر الفساد في المؤسسة العسكرية والأمنية:
- ـ باختلاسات ممنهجه عن طريق الفضائيين.
- ـ قبض العمولات عن عقود التسليح.. وتموين الجيش وقوى الأمن الداخلي.
- ـ بيع المناصب والرتب غير المستحقة.
- ـ أخذ الأتوات.

الدليل (ملفات التحقيق المغلقة والمفتوحة داخل مكاتب المفتشين العموميين في وزارة الدفاع.. وفي وزارة الداخلية وهيئة النزاهة).
- 7- تسليط سيف الاجتثاث عليهم لضمان ولائهم وعدم خروجهم عن الطاعة من اجل تنفيذ أجنداته الخارجة عن القانون والدستور.

ـ والدليل (قوائم الاجتثاث.. والمستثنين من الاجتثاث من بالمؤسسات الأمنية بدون موافقة مجلس النواب).. خلاف قانون المسائلة والعدالة رقم 10 لسنة 2008.
- 8- الانفراد في تعيين القادة العسكريين.
- 9- إنشاؤه مؤسسات أمنية وعسكرية.
- 10- انحرافه ببناء الجيش بنهج طائفي وإقصائي.
- 11- ممارسة أعمال الطوارئ دون تخويل من مجلس النواب.
- 12- إعدام السجناء والموقوفين في السجون والمعتقلات.
- 13- تنفيذ الاعتقالات العشوائية.
- 14- ارتكاب جرائم الاختفاء ألقسري بشكل ممنهج على ألاف من العراقيين.. من قبل جهات أمنية مرتبطة به.. أو مليشيات مدعومة منه.. وقتلهم وإلقاء جثثهم.
- 15- استخدام سلطاته في وقف الإجراءات القانونية.. أو رفض مباشرة القضاء.. باتخاذ الإجراءات القانونية بحق القيادات المدنية والعسكرية المتهمة بالجرائم الجنائية ضد المدنيين.

(ملفات المشمولين المحفوظة في وزارتي الدفاع والداخلية ومحاكم التحقيق والجنح والجنايات في العراق بافتراض اطلاع رئاستكم عليها طبقا لقانون الإدعاء العام).
- 16- استخدامه القوات المسلحة عام 2012 لتهديد إقليم كردستان:

من اجل تحقيق مكاسب سياسية ضيقة ـ في سابقة خطيرة مخالفة للدستور الذي منع تدخل القوات المسلحة في الشؤون السياسية طبقا لنص المادة (9 / أولا) من الدستور.. التي حصرت دور القوات المسلحة في الدفاع عن العراق.
(ملف تشكيل قوات دجلة والتهديد بالمواجهة التي حصلت في تموز 2012).
- ثانيا:- جرائمه كرئيس لمجلس الوزراء:-
- 1- خرقه استقلال القضاء وتدخله في شؤونه.. واستعماله في تصفية خصومه السياسيين.. وشراء المواقف السياسية، ومنح صكوك البراءة للموالين له سياسيا من المجرمين والفاسدين

(ملفات قضائية ضد محافظ البنك المركزي.. ووزير المواصلات السابق)..
جرى تبرئتهم بعد خروج المشكو منه من الحكومة بينات شخصية.. إقرار رئيس مجلس القضاء أمام نائب رئيس الجمهورية الدكتور إياد علاوي.. وإعلان الأخير بالقنوات التلفزيونية.. وبينات تحريرية.. كل الأوامر والإعدامات والتوجيهات المحفوظة بملفات مجلس القضاء والأمانة العامة لمجلس الوزراء. الكرة الآن في ملعب القضاء ليثبت استقلاليته.
وثائق تبين الحكم الصادر بحق “العكيلي ” رئيس هيئة النزاهة الأسبق:
- 2ـ أظهرت وثيقة منسوبة لمجلس القضاء الأعلى.. أن المحكمة الجنائية المركزية العليا.. قد أصدرت حكما بالحبس على رئيس هيئة النزاهة الأسبق.. رحيم العكيلي.. بالسجن لمدة سبع سنوات.. وذلك عن جريمة التعدي على سمعة السلطة القضائية بكافة مفاصلها.
- 3ـ وجاء في الوثيقة الصادرة في 15 تشرين الثاني 2017.. أن المتهم الهارب قد تعدى في مقال له على سمعة السلطة القضائية بكافة مفاصلها والإساءة إليها دون وجه شرعي.
- 4ـ كما وأصدرت مذكرة قبض بحق العكيلي وفق المادة وفق أحكام 226 من قانون العقوبات وإشعار الجهات المختصة لتنفيذه وإعطاء الحق للجهة المتضررة (مجلس القضاء الأعلى) بحق مراجعة المحاكم المدنية للمطالبة بالتعويض بعد اكتساب القرار الدرجة القطعية.[2]